# Zelin Cai
Zelin Cai (蔡 泽林 , 11 de abril de 1991) es un atleta chino especializado en marcha atlética.
Cai consiguió la medalla de plata en la Copa del Mundo de Marcha Atlética en tres ocasiones: en 2010, en la ciudad mexicana de Chihuahua, en 2012 en la ciudad china de Taicang y en 2016 en Roma.
Otras participaciones destacadas a nivel internacional han sido el segundo puesto conseguido en el Campeonato Mundial Junior de Atletismo de 2010, celebrado en Moncton y el cuarto en los Juegos Olímpicos de Londres 2012, lo que le valió un diploma olímpico.

## Mejores marcas personales
| Mejores marcas personales | Mejores marcas personales | Mejores marcas personales | Mejores marcas personales |
| Distancia                 | Tiempo                    | Lugar                     | Fecha                     |
| ------------------------- | ------------------------- | ------------------------- | ------------------------- |
| 10.000 m.                 | 38:59.98                  | Tianjin, China            | 16 de septiembre de 2012  |
| 10 km.                    | 39:06                     | Pekín, China              | 18 de septiembre de 2010  |
| 20 km.                    | 1h:18:47                  | Taicang, China            | 30 de marzo de 2012       |
| PC - Pista Cubierta       |                           |                           |                           |